# 台灣犯罪故事
《台灣犯罪故事》（英語：Taiwan Crime Stories）是Disney+於2023年1月4日上線公開的原創台灣劇集，由四個單元故事組成，分別為〈出軌〉、〈生死困局〉、〈惡有引力〉、〈黑潮之下〉。本劇以2000年代為背景，四個單元故事改編自台灣真實犯罪案件，包含滅門血案、姦殺案、詐保案與冤獄案。
本劇獲得中華民國文化部「109年度超高畫質電視節目製作補助案」新台幣2,700萬元，由台灣犢影制作、香港陸匠製作和美國Imagine Entertainment共同製作，由美國電影導演朗·霍華與布萊恩·葛瑟等人監製。

## 演員

### 單元一出軌
- 鳳小岳 飾演 晨朗
- 林予晞 飾演 邱文青
- 薛仕凌 飾演 林學慶
- 施柏宇 飾演 林學文
- 施名帥 飾演 趙彥傑
- 段鈞豪 飾演 王奇
- 林沫呈 飾演 小馬
- 鄭平君 飾演 林冬山
- 廖苡喬 飾演 尹麗娜
- 張曦帆 飾演 黑鯧
- 林玟圻 飾演 蕭主任
- 樓一安 飾演 葬儀社老闆
- 林映唯 飾演 加油站員工

### 單元二生死困局
- 王柏傑 飾演 李博勝／葉忠祐
- 李銘忠 飾演 沈昌戎
- 陳家逵 飾演 魏旭東
- 林敬倫 飾演 阿哲
- 鄭志偉 飾演 蔡正財
- 徐亨   飾演 陳兆萬
- 張再興 飾演 林木鐘
- 劉明勳 飾演 葉正國
- 阮橋本 飾演 譚哥
- 孫綻 飾演   聰哥兒子
- 陳慶昇 飾演 陳聰威
- 劉承岳 飾演 小葉忠祐

### 單元三惡有引力
- 陳以文 飾演 王英民
- 宋芸樺 飾演 王昱萱／王仲惠
- 范睿修 飾演 許家豪
- 曾華暄 飾演 林善亦
- 白雲 飾演 許家豪父親
- 鍾政均 飾演 林善亦父親
- 方宥心 飾演 林善亦母親
- 黃迪揚 飾演 青澤
- 廖欽亮 飾演 分隊長
- 徐姵宸 飾演 家家
- 葛又嘉 飾演 小白

### 單元四黑潮之下
- 傅孟柏 飾演 張明傑
- 李霈瑜 飾演 高妍真
- 蔡凡熙 飾演 張明成
- 高英軒 飾演 江仲平
- 胡智強 飾演 吳鴻清（泥鰍）
- 朱陸豪 飾演 高國展
- 黃舒湄 飾演 林秋蘭
- 傅顯皓 飾演 王柏漢
- 徐灝翔 飾演 檢察長
- 莊岳 飾演 保防官
- 陳羿帆 飾演 保防官
- 陳柏文 飾演 班長
- 簡劭峰 飾演 吸毒士兵

## 歌曲
| 曲別   | 歌名                 | 演唱者 | 作詞           | 作曲   | 單元               |
| 片頭曲 | 天黑黑               | 盧廣仲 | 廖瑩如、吳依錚 | 李偲菘 | 全劇               |
| 插曲   | 再會啦心愛的無緣的人 | 施文彬 | 熊天益         | 熊天益 | 單元二〈生死困局〉 |

## 分集
| 單元一出軌（原型：臺鐵南迴線連續破壞事件） |          |        |        |               |        |
| 1                                          | 出軌     | 蕭力修 | 劉存菡 | 2023年1月4日  | 51分鐘 |
| 2                                          | 出軌     | 蕭力修 | 劉存菡 | 2023年1月4日  | 47分鐘 |
| 3                                          | 出軌     | 蕭力修 | 劉存菡 | 2023年1月4日  | 53分鐘 |
| 單元二生死困局（原型：劉煥榮）             |          |        |        |               |        |
| 4                                          | 生死困局 | 洪子烜 | 施虹如 | 2023年1月11日 | 44分鐘 |
| 5                                          | 生死困局 | 洪子烜 | 施虹如 | 2023年1月11日 | 49分鐘 |
| 6                                          | 生死困局 | 洪子烜 | 施虹如 | 2023年1月11日 | 55分鐘 |
| 單元三惡有引力（原型：吳曉蕙命案）         |          |        |        |               |        |
| 7                                          | 惡有引力 | 范揚仲 | 林宇辰 | 2023年1月18日 | 47分鐘 |
| 8                                          | 惡有引力 | 范揚仲 | 林宇辰 | 2023年1月18日 | 51分鐘 |
| 9                                          | 惡有引力 | 范揚仲 | 林宇辰 | 2023年1月18日 | 47分鐘 |
| 單元四黑潮之下（原型：江國慶案）           |          |        |        |               |        |
| 10                                         | 黑潮之下 | 徐瑞良 | 梁舒婷 | 2023年1月25日 | 51分鐘 |
| 11                                         | 黑潮之下 | 徐瑞良 | 梁舒婷 | 2023年1月25日 | 59分鐘 |
| 12                                         | 黑潮之下 | 徐瑞良 | 梁舒婷 | 2023年1月25日 | 61分鐘 |

## 製作
《台灣犯罪故事》由香港陸匠製作共同創辦人暨首席內容長嚴嘉念、台灣犢影制作創辦人林秉聿共同開發，並與美國Imagine Entertainment共同製作，由美國編劇特雷·卡拉韋擔任本劇劇本顧問，由四組編導團隊接力拍攝。

## 發行
《台灣犯罪故事》於2023年1月4日起在Disney+上線，此後每週三16:00（UTC+8）更新三集，於2023年1月25日上線最後三集，全劇共12集。本劇亦同時在拉丁美洲地區的Star+上線。

## 獎項
| 年度   | 獎項                          | 類別               | 入圍者                            | 結果 |
| 2023年 | 第5屆亞洲內容大獎&全球OTT大獎 | 最佳亞洲電視劇集   | 《台灣犯罪故事》                  | 提名 |
| 2023年 | 第5屆亞洲內容大獎&全球OTT大獎 | 最佳男配角         | 薛仕凌                            | 獲獎 |
| 2023年 | 第58屆金鐘獎                  | 戲劇節目           | 《台灣犯罪故事》                  | 提名 |
| 2023年 | 第58屆金鐘獎                  | 戲劇節目男主角     | 李銘忠                            | 提名 |
| 2023年 | 第58屆金鐘獎                  | 戲劇節目男主角     | 薛仕凌                            | 獲獎 |
| 2023年 | 第58屆金鐘獎                  | 戲劇節目女主角     | 林予晞                            | 提名 |
| 2023年 | 第58屆金鐘獎                  | 戲劇節目導演       | 洪子烜                            | 提名 |
| 2023年 | 第58屆金鐘獎                  | 戲劇節目導演       | 徐瑞良                            | 提名 |
| 2023年 | 第58屆金鐘獎                  | 戲劇節目編劇       | 梁舒婷                            | 提名 |
| 2023年 | 第58屆金鐘獎                  | 戲劇類節目攝影     | 葉紹麒、高子皓                    | 提名 |
| 2023年 | 第58屆金鐘獎                  | 戲劇類節目剪輯     | 劉新銳、蕭力修                    | 提名 |
| 2023年 | 第58屆金鐘獎                  | 戲劇類節目燈光     | 謝松銘、陳晉偉                    | 提名 |
| 2023年 | 第58屆金鐘獎                  | 戲劇類節目視覺特效 | 徐國洲                            | 提名 |
| 2023年 | 第58屆金鐘獎                  | 戲劇配樂           | 侯志堅、Sophie Lu、高敏倫、黃偉哲 | 獲獎 |

## 爭議

### 第58屆金鐘獎入圍獎項
《台灣犯罪故事》由〈出軌〉、〈生死困局〉、〈惡有引力〉、〈黑潮之下〉四個單元故事組成，各單元時長加總不足200分鐘，卻在戲劇獎項報名「戲劇節目獎」而非「迷你劇集獎／電視電影獎」。在個人獎項則各單元拆開以「迷你劇集／電視電影類」報名，引起外界質疑。
對此，文化部回應《台灣犯罪故事》全劇共12集，每集45至60分鐘，公開傳輸各集加總長度603分鐘，符合戲劇節目報名規定，且全劇主打「1個影集、4個單元」，由同一製作人，總導演統籌4個單元，製作階段亦啟用同一組主創，包含美術、造型、攝影、燈光等，以維持4個單元在同一調性與世界觀，因此以《台灣犯罪故事》全劇報名「戲劇節目」獎。至於個人獎及技術獎，則考量個人獎及技術獎目的在獎勵優秀從業個人，依照要點規定，以加註各單元副標方式，分別報名戲劇類個人獎及技術獎項。

## 外部連結
- 製作網站[]－陸匠製作
- 台灣犯罪故事的Facebook專頁
- 在Disney+上觀看《台灣犯罪故事》
- 互联网电影数据库（IMDb）上《台灣犯罪故事》的资料（英文）